# 油塘邨
油塘邨（英語：Yau Tong Estate）是香港一個公共屋邨，項目編號為KL34RR，位於觀塘區油塘西部，港鐵油塘站之上，由房屋署總建築師（設計及標準策劃）設計，由香港房屋委員會發展，並由創毅物業服務顧問負責屋邨管理。
油塘邨因為地理位置的關係，部份住戶可望到維多利亞港海景。

## 歷史

### 重建前
油塘邨舊稱油塘灣徙置區，原本興建了23座第三型及第六型徙置大廈（沒有第10、13及18座），分別於1964年至1971年期間落成。是筲箕灣淺水碼頭村、愛秩序村、南安村及富斗窟村村民經商討後的安置屋邨。
1993年至1999年，因應整體重建計劃，原有23座舊式公屋陸續清拆重建。舊油塘邨拆卸後由於機場搬遷使樓宇高度限制放寬，在可建地積比率下，提供更多公屋單位及地鐵（現稱港鐵）將軍澳綫的計劃定綫關係，使油塘邨重建工程押後完成。地盤亦丟空多年，以配合港鐵將軍澳綫之興建，在設計上也能將油塘邨重建計劃與油塘站結合，地盡其用，方便居民出入。可是，因為上述建造方式，使原油塘邨居民不能原邨安置，當中第一期重建（17、19-21、22-26座）的居民編配至高怡邨（17、19-21座）、德田邨及景林邨（22-26座）、而第二及三期重建（1-9、11、12、14-16座）的居民則可以透過「自選單位計劃」揀選翠屏南邨及啟田邨等同區屋邨的單位。

### 舊廈重建
油塘邨第一期拆卸後，地盤空置了約5年時間，等到將軍澳綫定線規劃完成後及動工興建時，油塘邨的重建工程才跟油塘站工程、高超道邨重建、東區海底隧道建屋計劃（現稱油麗邨）及鯉魚門邨幾個在油塘區的大型發展計劃一併展開，發揮協同效應，也減低對附近居民的影響，建成後則以有蓋行人道將幾個屋邨及屋苑跟油塘站及各商場連成一體，方便市民出入；而在鐵路隧道上方及附近的公屋及商場地基則由房委會委托前地鐵公司負責興建，以配合地鐵將軍澳綫的工序、通車時間及確保上蓋建築工程不會對鐵路保護區造成不良影響；而原在油塘的普照書院及聖安當小學／幼稚園，已遷往前地鐵公司在油塘邨及附近所興建的新校舍繼續上課。
重建後的油塘邨共設五座，當中兩座（富塘樓、貴塘樓）的建築工程由保華建業承辦，地基工程由新昌（地基工程）承辦，於1998年7月興建；餘下兩座（榮塘樓、華塘樓）地基工程由中土集團進行，並由鶴記營造承建；美塘樓的總承建商則為瑞安承建。

## 屋邨資料

### 現時樓宇
| 樓宇名稱（座號）    | 樓宇類型                              | 落成年份 | 層數 | 每層伙數 | 每座單位數目（伙） | 建築師                            | 承建商                          | 提供升降機的廠商  | 期數 （油塘邨重建計劃） | 原屬樓宇            |
| ------------------- | ------------------------------------- | -------- | ---- | -------- | ------------------ | --------------------------------- | ------------------------------- | ----------------- | ----------------------- | ------------------- |
| 富塘樓（第1座）     | 和諧一型第六款 （第三代半）           | 2000年   | 36   | 20       | 740                | 房屋署總建築師 （設計及標準策劃） | 保華建業、 新昌（地基工程）     | 東芝              | 1                       | （不適用）          |
| 貴塘樓（第2座）     | 和諧一型第六款 （第三代半）           | 2000年   | 36   | 20       | 740                | 房屋署總建築師 （設計及標準策劃） | 保華建業、 新昌（地基工程）     | 東芝              | 1                       | （不適用）          |
| 榮塘樓（第3座）     | 和諧一型第五款 （第三代半）           | 2002年   | 40   | 20       | 800                | 房屋署總建築師 （設計及標準策劃） | 鶴記營造、 中土集團（地基工程） | 英國通用電氣-捷運 | 2                       | （不適用）          |
| 華塘樓（第4座）     | 和諧一型第五款 （第三代半，特別設計） | 2002年   | 40   | 24       | 960                | 房屋署總建築師 （設計及標準策劃） | 鶴記營造、 中土集團（地基工程） | 英國通用電氣-捷運 | 2                       | （不適用）          |
| 美塘樓（第5座/A座） | 新十字型 （1999年改良版本）           | 2002年   | 40   | 10       | 400                | 房屋署總建築師 （設計及標準策劃） | 瑞安承建                        | 英國通用電氣-捷運 | 3                       | 油美苑澄美閣（A座） |

### 邨內設施
| 富塘樓 : - 油塘邨屋邨辦事處 - 房屋署東九龍（二）區租約事務管理處 - 工聯會黃啟燊、簡銘東區議員辦事處 貴塘樓： - 龐智笙區議員辦事處 - 油塘區街坊褔利會 榮塘樓： - 油塘郵政局 - 呂東孩區議員辦事處 | 華塘樓： - 工聯會鄧家彪、陸頌雄立法會議員辦事處 美塘樓： |

### 屋邨工程
- 2011年年底進行外牆檢查及維修工程[10]
- 2012年中旬至2013年7月進行內外牆油色工程[11]
- 2013年6月在富塘樓與貴塘樓對出空地進行優化計劃
- 2015年度進行全方位維修計劃
- 2016年2月6日開始由中標的非牟利機構營運學生自修室。年底為富塘樓、貴塘樓、榮塘樓各單位及華塘樓部份單位廚房窗外加設拉輪式晾衣架
- 2019年第三季至2020年為各單位客廳窗戶外加設晾衣桿，並將客廳窗戶固定式窗花更換成活動式窗花

### 歷代樓宇
| 重建前的油塘邨 | 重建前的油塘邨 | 重建前的油塘邨 | 重建前的油塘邨 | 重建前的油塘邨 | 重建前的油塘邨                    | 重建前的油塘邨                                               |
| 樓宇座號       | 樓宇類型       | 落成年份       | 拆卸年份       | 承建商         | 重建後原地所屬的樓宇              | 安置屋邨                                                     |
| -------------- | -------------- | -------------- | -------------- | -------------- | --------------------------------- | ------------------------------------------------------------ |
| 第1座          | 第三型         | 1964年         | 1997年         | 大盛建築       | 美塘樓 油翠苑沃美閣               | 翠屏南邨 啟田邨                                              |
| 第2座          | 第三型         | 1964年         | 1997年         | 大盛建築       | 美塘樓 油翠苑沃美閣               | 翠屏南邨 啟田邨                                              |
| 第3座          | 第三型         | 1964年         | 1997年         | 大盛建築       | 美塘樓 油翠苑沃美閣               | 翠屏南邨 啟田邨                                              |
| 第4座          | 第三型         | 1964年         | 1997年         | 大盛建築       | 福建中學附屬學校                  | 翠屏南邨 啟田邨                                              |
| 第5座          | 第三型         | 1964年         | 1997年         | 大盛建築       | 油翠苑漾美閣                      | 翠屏南邨 啟田邨                                              |
| 第6座          | 第三型         | 1964年         | 1997年         | 大盛建築       | 油翠苑漾美閣                      | 翠屏南邨 啟田邨                                              |
| 第7座          | 第三型         | 1964年         | 1997年         | 大盛建築       | 華塘樓                            | 翠屏南邨 啟田邨                                              |
| 第8座          | 第三型         | 1964年         | 1997年         | 大盛建築       | 油翠苑溢美閣                      | 翠屏南邨 啟田邨                                              |
| 第9座          | 第三型         | 1964年         | 1997年         | 大盛建築       | 油翠苑溢美閣                      | 翠屏南邨 啟田邨                                              |
| 第11座         | 第三型         | 1965年         | 1997年         | 大盛建築       | 華塘樓 油翠苑泳美閣 聖道學校      | 翠屏南邨 啟田邨                                              |
| 第12座         | 第三型         | 1965年         | 1997年         | 大盛建築       | 華塘樓 油翠苑泳美閣 聖道學校      | 翠屏南邨 啟田邨                                              |
| 第14座         | 第三型         | 1965年         | 1997年         | 大盛建築       | 榮塘樓 聖道學校                   | 翠屏南邨 啟田邨                                              |
| 第15座         | 第三型         | 1965年         | 1997年         | 大盛建築       | 榮塘樓 聖道學校                   | 翠屏南邨 啟田邨                                              |
| 第16座         | 第三型         | 1965年         | 1997年         | 大盛建築       | 天主教普照中學                    | 翠屏南邨 啟田邨                                              |
| 第17座         | 第三型         | 1965年         | 1994年         | 大盛建築       | 大本型                            | 高怡邨 翠屏北邨、南邨 李鄭屋邨 南昌邨 竹園北邨 東頭邨        |
| 第19座         | 第三型         | 1965年         | 1994年         | 大盛建築       | 大本型                            | 高怡邨 翠屏北邨、南邨 李鄭屋邨 南昌邨 竹園北邨 東頭邨        |
| 第20座         | 第三型         | 1965年         | 1994年         | 大盛建築       | 大本型                            | 高怡邨 翠屏北邨、南邨 李鄭屋邨 南昌邨 竹園北邨 東頭邨        |
| 第21座         | 第三型         | 1965年         | 1994年         | 大盛建築       | 大本型 油美苑濤美閣 鯉魚門廣場    | 高怡邨 翠屏北邨、南邨 李鄭屋邨 南昌邨 竹園北邨 東頭邨        |
| 第22座         | 第六型         | 1971年         | 1993年         | 德榮建築       | 富塘樓 貴塘樓                     | 翠屏北邨、南邨 德田邨 景林邨 李鄭屋邨 南昌邨 竹園北邨 東頭邨 |
| 第23座         | 第六型         | 1971年         | 1993年         | 德榮建築       | 富塘樓 貴塘樓                     | 翠屏北邨、南邨 德田邨 景林邨 李鄭屋邨 南昌邨 竹園北邨 東頭邨 |
| 第24座         | 第六型         | 1971年         | 1993年         | 德榮建築       | 油美苑澤美閣 潤美閣 淑美閣 灝美閣 | 翠屏北邨、南邨 德田邨 景林邨 李鄭屋邨 南昌邨 竹園北邨 東頭邨 |
| 第25座         | 第六型         | 1971年         | 1993年         | 德榮建築       | 油美苑瀅美閣 淮美閣 鯉魚門廣場    | 翠屏北邨、南邨 德田邨 景林邨 李鄭屋邨 南昌邨 竹園北邨 東頭邨 |
| 第26座         | 第六型         | 1971年         | 1993年         | 德榮建築       | 油美苑瀅美閣 淮美閣 鯉魚門廣場    | 翠屏北邨、南邨 德田邨 景林邨 李鄭屋邨 南昌邨 竹園北邨 東頭邨 |

粗體表示該樓宇牽涉26座問題公屋醜聞，其混凝土強度未達高層單位20.7MPa或低層單位31MPa的標準

## 教育設施
| - 聖安當幼稚園 （页面存档备份，存于） （1959年創辦）（位於油塘道1號1樓） - 明愛油塘幼兒學校 （页面存档备份，存于） （2003年創辦）（位於鯉魚門道60號第2層平台） - 基督教中心幼稚園（油塘） （页面存档备份，存于） （2013年創辦）（位於油塘邨第5期3樓） - 聖安當小學（1968年創辦） - 香港道教聯合會圓玄學院陳呂重德紀念學校 （页面存档备份，存于） （1996年創辦） - 福建中學附屬學校（2009年創辦） - 天主教普照中學（1970年創辦） - 聖安當女書院（1972年創辦） - 佛教何南金中學（1988年創辦） | - 基督教中國佈道會聖道學校 （页面存档备份，存于） （1979年創辦） - 基督教臻美秀華幼稚園 - 基督教臻美黃乾亨小學暨初中學校 - 天主教普照中學（舊校舍） - 天主教曉明小學（位於徙置區第1至3座天台） - 保良局油塘灣幼稚園（位於徙置區第2座地下）（1995年遷往高俊苑，成為保良局方王錦全幼稚園） - 聖安當小學（舊校舍） - 樂善堂油塘灣學校（位於徙置區第7至9座天台）（1985年遷往樂華邨，成為樂善堂楊仲明學校） - 嗇色園主辦可正學校（1992年遷往天水圍新市鎮，成為嗇色園主辦可銘學校） - 葛師師訓班同學會幼稚園 |

## 區議會議席
本邨於觀塘區議會屬觀塘東南選區。區議員為龐智笙及簡銘東。

## 著名居民
- 許鋭宇：前沙田翠田區議員[16]。

## 外部連結
- . 互信. 房屋署. 2006-10-20  [2019-07-01]. （原始内容存档于2018-06-17） （中文）.

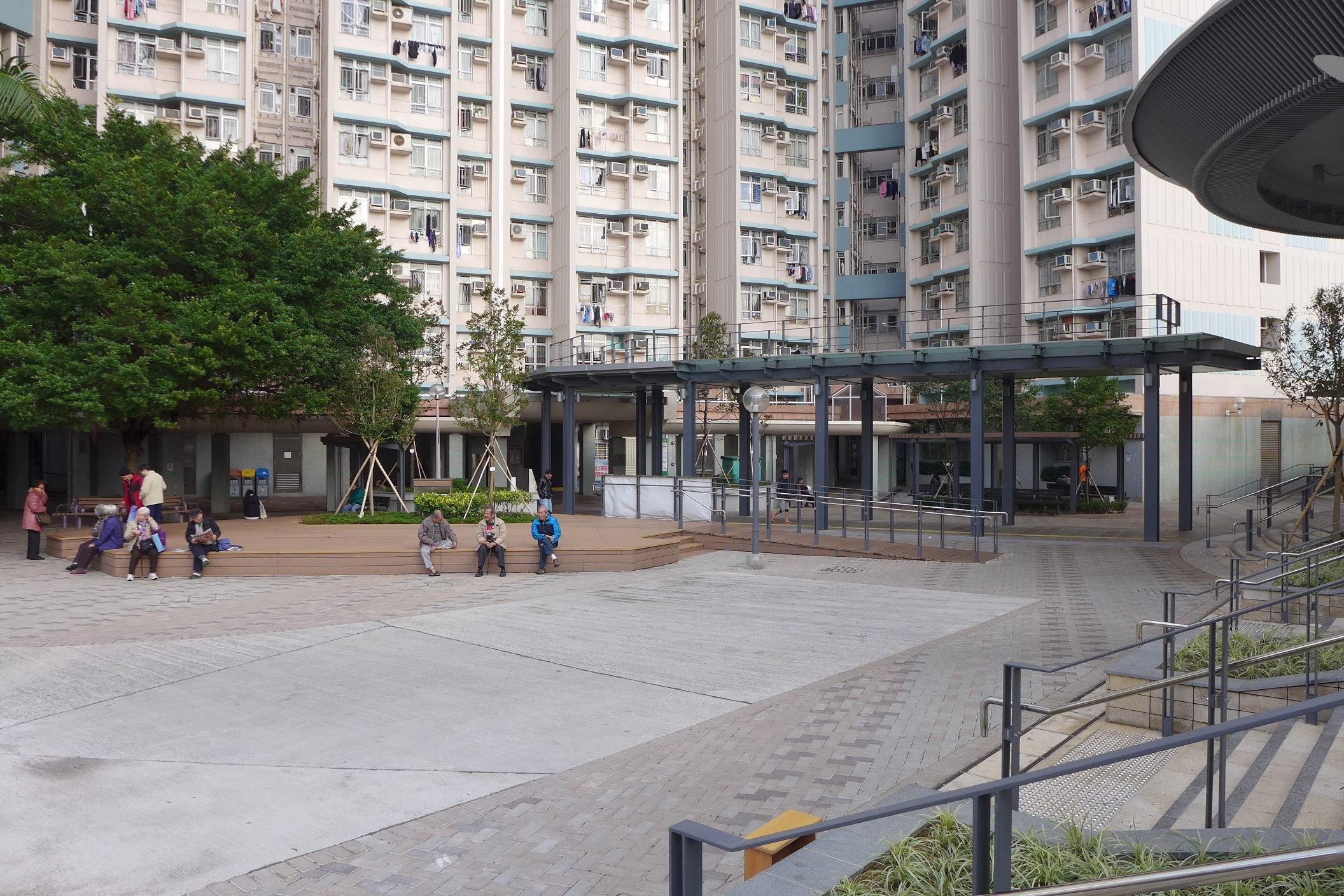
油塘邨露天廣場

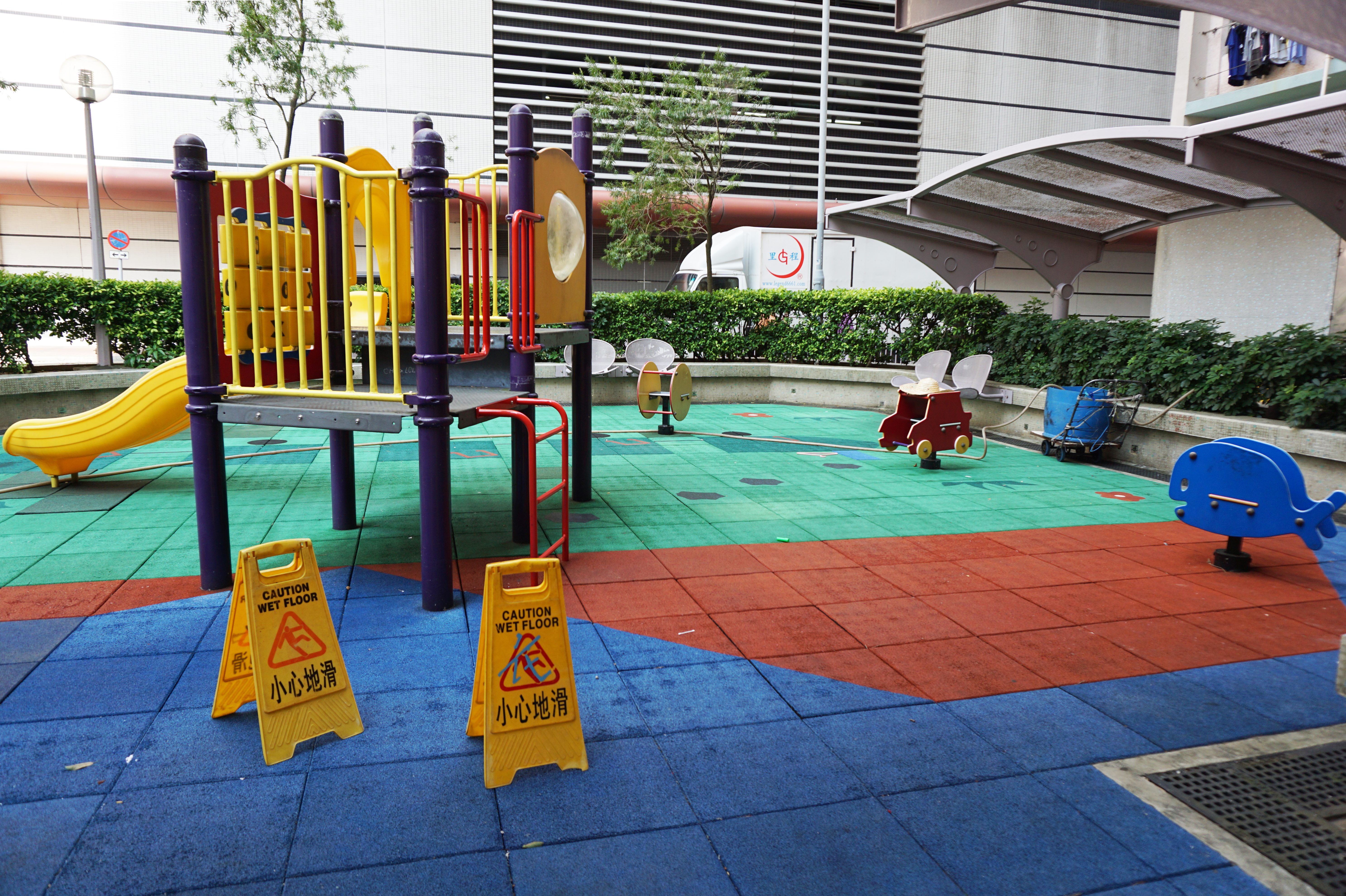
兒童遊樂場

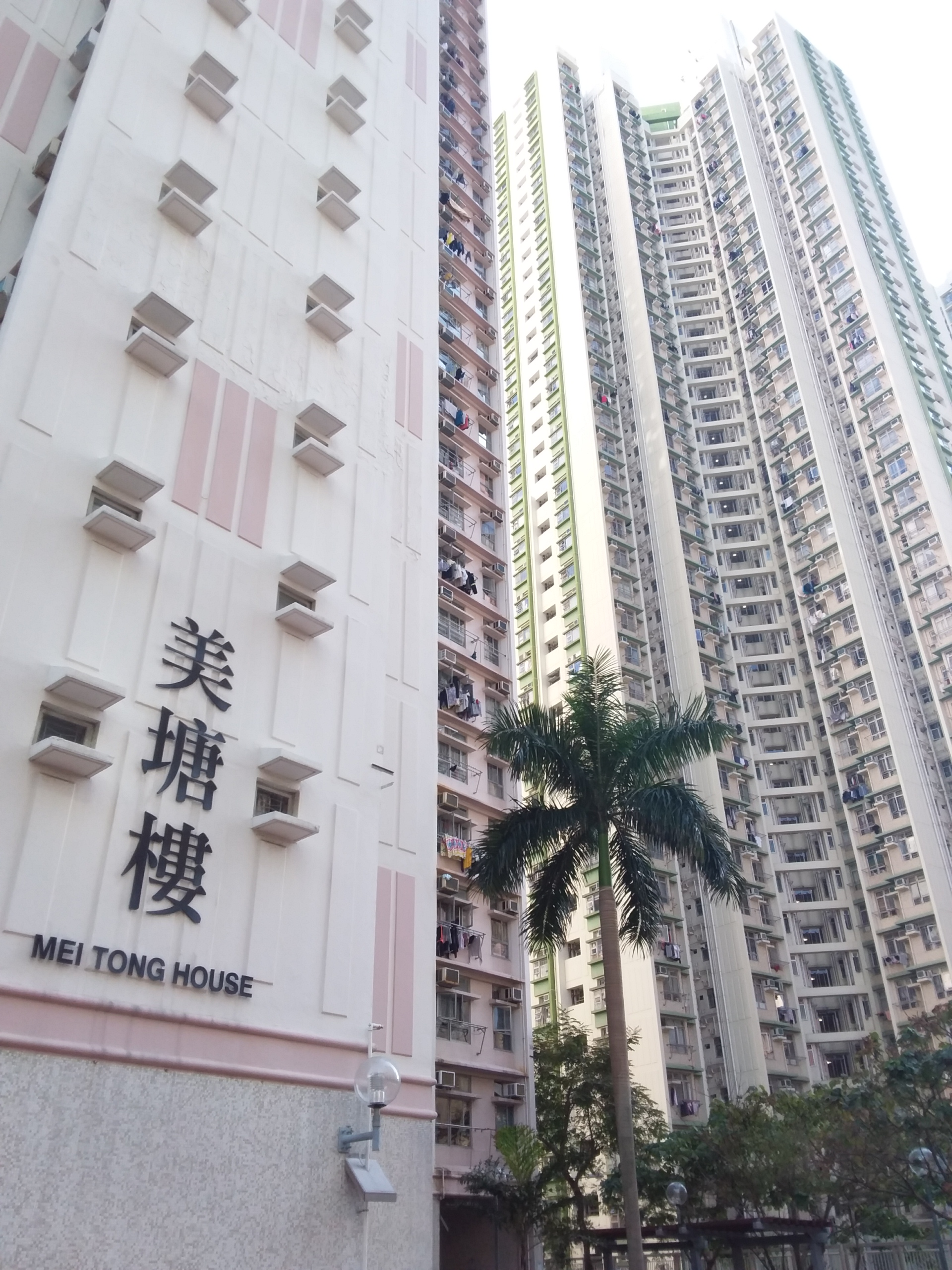
美塘樓

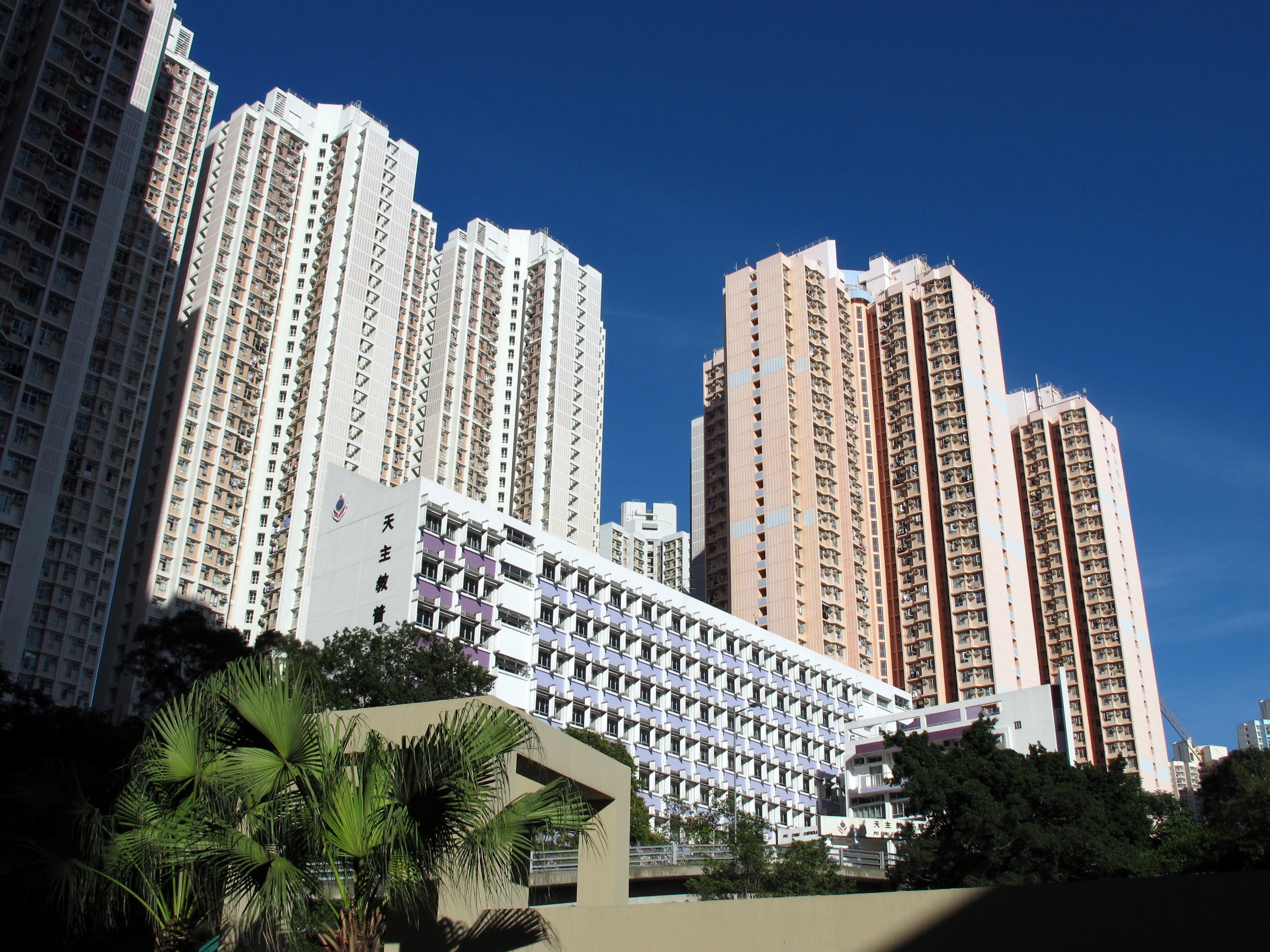
圖中右邊兩幢漆上肉色的樓宇為2011年的富塘樓及貴塘樓，後於2012年重新髹油

- Redevelopment of Yau Tong Estate (e-book)
- . HKHA.   [2019-08-02]. （原始内容存档于2003-08-09）.
- 香港地方－ 討論文庫 － 油塘村及麗港城（页面存档备份，存于）
- 咸蛋邨 (五) 油塘舊廈（页面存档备份，存于）
- 舊油塘村的照片 （页面存档备份，存于）
- 觀塘區巴士路線（页面存档备份，存于）